# Setembro Negro
Setembro Negro foi um período que se estendeu de setembro de 1970 a julho de 1971, iniciado quando o exército da Jordânia entrou em confronto com as organizações guerrilheiras da OLP, então baseadas na Jordânia, visando a expulsá-las do país. Em consequência, os refugiados palestinos tiveram que emigrar em massa.
Estimativas do número de vítimas dos dez dias do "Setembro Negro" variam de 3 mil a mais de 5 mil mortos. O número de palestinos mortos em onze dias de luta foi estimado pela Jordânia em 3,4 mil, enquanto as fontes palestinas calculam que 10 000 pessoas, na sua maioria civis, foram mortas. À época, Arafat disse que esse número poderia ser bem superior - até 20 mil mortos. No Cairo, o programa radiofônico A Voz dos Árabes considerou ter havido genocídio.

## Antecedentes
Após a Guerra dos Seis Dias, a Jordânia passou a receber milhares de refugiados palestinos.
Paralelamente, diante da sucessão de fracassos árabes na guerra convencional contra Israel, os palestinos decidiram adotar táticas de guerrilha e terrorismo, como o método para atacar os israelenses. Em fevereiro de 1969, Arafat, líder do Fatah, tornou-se chefe da Organização para a Libertação da Palestina. No início de 1970,  pelo menos sete organizações guerrilheiras foram identificados na Jordânia. Uma das mais importantes foi a Frente Popular para a Libertação da Palestina (FPLP), liderada por George Habash. Embora a OLP procurasse integrar os vários grupos, estes nunca foram efetivamente unidos.
A princípio por convicção e depois por necessidade, Hussein buscou uma acomodação política com os  fedayin, oferecendo-lhes assistência e locais para treinamento. Todavia a instalação de organizações militantes palestinas em território jordano acabou por se tornar um grande problema para governo hachemita entre 1967 e 1971, instaurando-se, na prática, uma disputa entre o governo e as organizações guerrilheiras pelo controle político do país. Baseados nos campos de refugiados, os fedayin virtualmente criaram um Estado dentro do Estado, obtendo fundos e armas, tanto dos Estados Árabes como da Europa Oriental, e desafiando  abertamente as leis da Jordânia.
Por outro lado, à medida que aumentava o esforço da guerrilha, Israel também retaliava com crescente rapidez e eficiência. Em março de 1968, uma brigada israelense atacou a aldeia jordana de Al Karamah, considerada a capital da guerrilha. O ataque foi repelido, com pesadas perdas para os israelenses. O incidente elevou o moral dos palestinos e deu grande prestígio à OLP dentro da comunidade árabe. Em represália, Israel lançou pesados ataques contra Irbid, em junho de 1968 e em Salt, dois meses depois. Logo ficou evidente para a OLP que a Jordânia não poderia oferecer o tipo de cobertura necessária para as operações de guerrilha. Ademais, a população palestina do território não constituíra uma resistência armada significativa contra a ocupação israelense. No final de 1968, as principais atividades dos fedayin na Jordânia pareciam ter mudado de foco: o objetivo mais imediato não era a luta contra Israel mas a queda do rei Hussein, o qual supunham que fosse mais ligado ao Ocidente do que aos árabes. Um importante confronto entre a guerrilha e as forças do governo ocorreu em novembro de 1968, quando o governo tentou desarmar os campos de refugiados, mas a guerra civil foi evitada mediante um compromisso que favoreceu os palestinos. A ameaça à autoridade de Hussein e as pesadas represálias de Israel, que se seguiam a cada ataque da guerrilha, tornaram-se objeto de grande preocupação para o rei. Seu leal exército beduíno tentou suprimir a atividade da guerrilha no primeiro semestre de 1970 mas no início de setembro, a guerrilha controlava diversas posições estratégicas na Jordânia, inclusive uma refinaria de petróleo existente nas proximidades de Zarqa. Os fedayin também convocaram a população jordana para uma greve geral e organizaram uma campanha de desobediência civil. A situação se tornou explosiva quando a FPLP lançou uma campanha de sequestros de aviões, o que foi considerado pelo rei Hussein como uma ameaça direta à sua autoridade.

## O grande confronto
Em 16 de setembro, sob lei marcial, Hussein deu plenos poderes ao então coronel paquistanês Muhammad Zia-ul-Haq (que, mais tarde, viria a ser presidente do Paquistão, através de um golpe de estado que derrubou Zulfikar Ali Bhutto) para que acabasse com os fedayin. Os palestinos receberam então, ordens de depor imediatamente as armas e evacuar as cidades. No mesmo dia, Arafat tornou-se comandante supremo do Exército de Libertação da Palestina (PLA),o braço militar da OLP.
Durante dez dias de guerra civil, inicialmente entre o PLA e o exército jordano, a Síria enviou cerca de  200 tanques para ajudar os fedayin. Em 17 de setembro, porém, o Iraque começou a retirar seus 12 mil homens estacionados perto de Zarqa. Os Estados Unidos enviaram uma esquadra para o Mediterrâneo oriental e Israel realizou movimentos de tropas, colocando-as à disposição de Hussein, caso fosse necessário. Sob ataque do exército jordaniano e sofrendo pressão externa, as forças sírias começaram a se retirar da Jordânia em 24 de setembro, depois de perder mais da metade dos seus armamentos na luta contra os jordanianos. Os fedayin se viram então na defensiva e concordaram com um cessar-fogo em 25 de setembro. Vários governantes árabes criticaram a atitude do rei Hussein e um acordo de paz foi assinado no Cairo em 27 de setembro. O tratado reconhecia o direito das organizações palestinas de operar na Jordânia, desde que deixassem as cidades. Posteriormente, Arafat afirmaria que o exército jordano matou entre 10 mil e 25 mil palestinos.

## Epílogo
Em 28 de setembro, Gamal Abdel Nasser morre de ataque cardíaco e a OLP perde a proteção árabe. Em 31 de outubro,  Arafat, cuja posição estava enfraquecida, teve que assinar outro acordo  pelo qual retornava o controle da Jordânia ao rei  e se comprometia a desmantelar as bases dos militantes palestinos e a proibi-los de usarem armas não permitidas pelo governo jordano. Mas, em reunião do Conselho Palestino, a FPLP e a FDLP  se recusam a aceitar esse acordo. Em 9 de novembro, o primeiro-ministro jordano Wasfi al-Tal ordena o confisco de armas ilegais. Em janeiro de 1971, o exército aumenta o controle sobre as cidades. Após a descoberta de um depósito de armas ilegais em Irbid, o exército estabelece o toque de recolher e começa a prender os rebeldes. Em 5 de junho de 1971, várias organizações palestinas, inclusive o Fatah, lançam um manifesto na Rádio Baghdad, apelando a população a derrubar o rei Hussein. Finalmente o exército jordano recupera o controle dos últimos redutos da OLP - as cidades de Gérasa e Ajloun - e os militantes palestinos são expulsos para o Líbano.